# A Black & White Night Live
A Black & White Night Live è un album dal vivo del cantante statunitense Roy Orbison, pubblicato nel 1989 postumo.

## Tracce
1. Only the Lonely – 2:43 (Roy Orbison, Joe Melson)
2. In Dreams – 3:10 (Roy Orbison)
3. Dream Baby – 3:50 (Cindy Walker)
4. Leah – 3:00 (Roy Orbison)
5. (Move On) Down the Line – 5:13 (Roy Orbison)
6. Crying – 3:08 (Roy Orbison, Joe Melson)
7. Mean Woman Blues – 3:07 (Claude Demetrius)
8. Running Scared – 2:31 (Roy Orbison, Joe Melson)
9. Blue Bayou – 3:11 (Roy Orbison, Joe Melson)
10. Candy Man – 3:34 (Fred Neil, Beverly "Ruby" Ross)
11. Uptown – 3:20 (Roy Orbison, Joe Melson)
12. Ooby Dooby – 4:11 (Dick Penner, Wade Moore)
13. The Comedians – 3:37 (Elvis Costello)
14. (All I Can Do Is) Dream You – 3:26 (Billy Burnette, David Malloy)
15. It's Over – 3:13 (Roy Orbison, Bill Dees)
16. Oh, Pretty Woman – 6:15 (Roy Orbison, Bill Dees)

## Formazione
- Roy Orbison - voce, chitarra, armonica
- Glen D. Hardin - piano
- James Burton - chitarra elettrica, chitarra acustica
- Jerry Scheff - contrabbasso
- Ronnie Tutt - batteria
- Alex Acuña - percussioni
- Jackson Browne - cori
- T-Bone Burnett - chitarra acustica
- Elvis Costello - chitarra acustica, organo elettrico, armonica, cori
- k.d. lang - cori
- Bonnie Raitt - cori
- Steven Soles - cori
- J.D. Souther - cori, chitarra acustica
- Bruce Springsteen - chitarra elettrica, cori
- Michael Utley - organo elettrico
- Tom Waits - organo elettrico, chitarra acustica
- Jennifer Warnes - cori